# Zahorów
Zahorów – wieś w Polsce położona w województwie lubelskim, w powiecie bialskim, w gminie Piszczac.
W latach 1975–1998 miejscowość administracyjnie należała do województwa bialskopodlaskiego. Nazwa wsi Zahorów została ustalona w 1996, poprzednio używano nazwy Zagórów. 
Wieś jest sołectwem w gminie Piszczac. Według Narodowego Spisu Powszechnego z roku 2011 wieś liczyła 247 mieszkańców i była dziewiątą co do wielkości miejscowością gminy.
W miejscowości znajduje się prawosławna cerkiew parafialna pod wezwaniem Świętych Apostołów Piotra i Pawła. Wierni Kościoła rzymskokatolickiego należą do parafii Ścięcia św. Jana Chrzciciela w Choroszczynce.